# Вилейский повет (1920—1940)

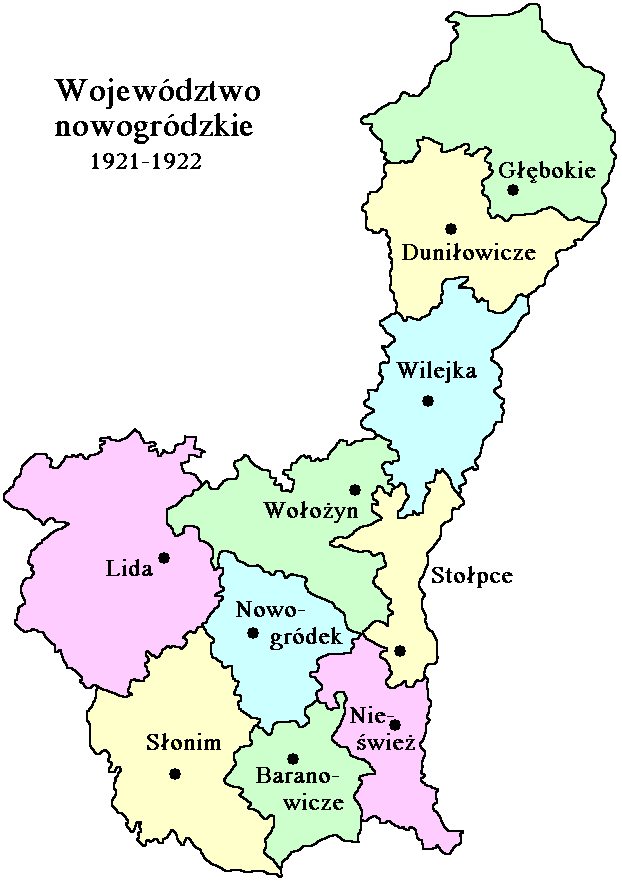
Новогрудский повет до присоединения Срединной Литвы в Польшу

Вилейский повет (пол. Powiat wilejski) — повет в Виленском воеводстве Второй Польской Республики. Его центром был город Вилейка. 7 ноября 1920 года, согласно Управлению прифронтовыми и этапными территориями, из состава повета были исключены гмины Лугай, Норжица, Порплище, Парафьяново, Волката, Дуниловичи, Маньковичи, Мядзиол, Засно и Будслав во вновь созданный Дуниловический повет. В состав повета входили 13 гмин, 1 город и 10 поселков. Первоначально район находился в Новогродецком воеводстве, 13 апреля 1922 года он был присоединен к Виленскому краю, который 20 января 1926 года был переименован в Виленское воеводство.
Бывший район Виленского наместничества, созданный в 1795 году, он частично совпадает с современным Вилейским районом в Беларуси.

## Демография
Согласно тезисам Альфонса Крысинского и Виктора Ормицкого, территория уезда была частью так называемой компактной белорусско-польской области, т.е. православное белорусское население проживало только в сельской местности, а поляки преобладали в крупных городах.
В декабре 1919 года население Виленского округа ГАВЗ составляло 213 424 человека. На его территории находилась 2161 деревня, из которых 5 имели 1-5 тысяч жителей, а одна - более 5 тысяч жителей. Это была Вилейка с 5893 жителями.

## Образование
В Виленском округе ГАВЗ в 1919/1920 учебном году было 92 общеобразовательные школы, 1 средняя школа и 1 курсы. В них обучалось 5187 детей и работало 128 учителей.

## Административный состав

### Гмины
- Вилейка (городская)
- Будслав (сельская)[7]
- Холытчица (сельская)
- Долинов (сельская)
- Илья (сельский)
- Кловичи (сельский)
- Костеневичи (сельский, поселок Косциниевичи Вилейские)
- Кшивиче (сельская)
- Кузнецк (сельская)
- Вязин (сельская)
- Вишнев (сельская, местечко Вишнев-Свирский)[8]
- Востом (сельская)[8]
- Жодишки (сельская)[8]
- Молодечно[9]
- Красне[9]
- Радошковичи[9]
- Лебедев[9]
- Грудек[9]

### Города
- Вилейка

### Местечки
- Будслав
- Долгиново
- Илья
- Костеневичи
- Кривичи
- Куренец
- Вязынь
- Вишнев-Свирский
- Войстом
- Жодишки

## Внешние ссылки
- Powiat wilejski, [w:] Słownik geograficzny Królestwa Polskiego, t. XIII: Warmbrun – Worowo, Warszawa 1893, s. 464.
- Powiat wilejski (gubernia wileńska). Mapa administracyjna.